# Boyden (Unternehmen)
Boyden ist eine globale Personalberatung.

## Geschichte
Gegründet wurde Boyden im Jahr 1946 in Bronxville, New York (USA) von Sidney M. Boyden, dem Pionier für Direktsuche.
Seit 2011 ist Trina Gordon CEO von Boyden.

## Vertretung in Deutschland
Das erste Büro in Deutschland wurde 1983 in Bad Homburg vor der Höhe von Wolfgang Bersch und Karl Lange eröffnet.